# Alyxia obovatifolia
Alyxia obovatifolia là một loài thực vật có hoa trong họ La bố ma. Loài này được Merr. mô tả khoa học đầu tiên năm 1920.